# 杉森哲也
杉森 哲也（すぎもり てつや、1957年 - ）は、日本の歴史学者。日本近世史専攻。学位は、博士（文学）（東京大学・論文博士・2009年）（学位論文「近世京都の都市と社会」）。放送大学教授。

## 来歴
大阪府生まれ。1982年東京大学文学部国史学科卒業。90年東京大学大学院人文科学研究科博士課程単位取得退学、東京大学文学部助手。1994年放送大学助教授、2007年准教授、教授。2009年「近世京都の都市と社会」で、東京大学より博士（文学）の学位を取得。

## 著書
- 『描かれた近世都市』山川出版社 日本史リブレット 2003
- 『近世京都の都市と社会』東京大学出版会 2008

### 共編著
- 『日本の近世』大口勇次郎,高木昭作共著 放送大学教育振興会 1998
- 『近世日本の歴史』高木昭作共編著 放送大学教育振興会 2003
- 『日本の近世 2007』編著 放送大学教育振興会 2007
- 『歴史と人間』草光俊雄,五味文彦共編著 放送大学教育振興会 2008
- 『日本の歴史と社会』五味文彦共編著 放送大学教育振興会 2009
- 『日本近世史』編著 放送大学教育振興会 2013